# Лиупрам (архиепископ Зальцбурга)
Лиупрам (нем. Liupram; ? — 14 октября 859) — архиепископ Зальцбургский (836—859), аббат зальцбургского монастыря Святого Петра (836—859).

## Биография
Известно, что архиепископ Лиупрам приказал отремонтировать Зальцбургский собор, который в 845 году был в значительной степени разрушен пожаром.
Под руководством Лиупрама миссионерское вмешательство Зальцбургской архиепископии в дела западно-славянского Нитранского княжества на территории современной Словакии, управляемого князем Прибиной, достигло своего максимума.
В 828 году зальцбургским епископом Адальрамом здесь была основана и освящена первая христианская церковь.
Архиепископ Лиупрам на территориях Нитранского княжества освятил семнадцать новых церквей: некоторые церемонии освящения проходили в присутствии сына Прибины Коцела. По просьбе Прибины Лиупрам послал опытных мастеров-каменщиков, плотников, художников, кузнецов и других построить большую церковь в Мосапурке (ныне медье Зала, Венгрия), в которой были захоронены мощи святого Адриана.
Хорошие отношения архиепископа Лиупрама с королём Людвиком II Немецким привели к тому, что в 837 году Лиупрам получил неприкосновенность и защиту короля и утвердился во всех своих владениях.
После его смерти зальцбургским епископом стал Адальвин.